# San Isidro (Iruya)
San Isidro (auch San Isidro de Iruya) ist ein kleines Dorf im Nordwesten Argentiniens. Es gehört zum Departamento Iruya in der Provinz Salta und liegt am Río San Isidro, 8 km nordnordwestlich des Dorfes Iruya. San Isidro hat etwa 350 Einwohner. Der Ort besteht aus den Ortsteilen Pueblo Viejo (nicht zu verwechseln mit dem gleichnamigen Dorf Pueblo Viejo), Pumayoc, La Laguna, Trihuasi, La Palmera und La Cueva. Zwei Kilometer östlich des Dorfes liegt die Hochfläche Pantipampa.
Das Dorf hat eine Schule (escuela Nº4283) im Ortsteil Pueblo Viejo. Bis Januar 2010 war das Dorf ohne elektrischen Strom.

## Veranstaltungen
Am 15. Mai findet das Patronatsfest San Isidro Labrador statt.

## Sonstiges
Im Jahre 1900 unternahm der Jugoslawe Manuel Frederich Milatovich in San Isidro Flugversuche mit einem selbstgebauten Flugzeug, mit dem er bis zum Bahnhof Iturbe in der Provinz Jujuy fliegen wollte. Bei einem Probeflug zerschellte das Flugzeug im Fluss. Milatovich überlebte den Sturz.